# Ouésso
Ouésso   este un oraș  în  partea de nord-vest a Republicii Congo, centru administrativ al departamentului  Sangha. Localizat pe Râul Sangha, orașul are legături navale spre Brazzaville.